# Feiyue
Feiyue és una marca de sabates fundada a Shanghai. El propietari de la marca a la Xina és Dafu Rubber Co., Ltd., amb seu a Shanghai, i té el reconeixement de Zhonghua Laozihao. A nivell internacional, la marca va ser adquirida per Feiyue International, una filial de BBC International als Estats Units, el 2014.
El nom Feiyue (xinès tradicional: 飛躍, xinès simplificat: 飞跃, pinyin: fēi yuè) es tradueix com "pegar un bot" o "volar per damunt". El nom estava inspirat pel Gran Salt Endavant.
Les sabates tenen el seu origen a Shanghai durant la dècada del 1920. Des del 2006 hi ha dos empreses diferents que fabriquen sabates amb la marca Feiyue: DaFu Rubber i el seu fabricant subsidiari, Double Coin Holdings; ambdues xineses, i una empresa francesa que opera per separat del fabricant xinés original.
Diversos esportistes van portar sabates Feiyue fetes a la Xina durant l'obertura dels Jocs Olímpics de Pequín de 2008. La marca és apreciada pels practicants de parkour, especialment el primer model de la marca perquè es tracta d'una sabatilla esportiva lleugera i amb soles primes. L'actor Orlando Bloom va ser vist amb la versió francesa de les sabates Feiyue, fet que va provocar un ressorgiment de l'interés per la marca durant la dècada del 2010.
La fàbrica xinesa té 3.000 empleats que produeixen 36.000 parells al dia, amb una mitjana de 5.000.000 de parells anuals venuts a la Xina.
El 2006, el francés Patrice Bastian, va demanar 3.000 parells de sabatilles esportives i va començar a vendre-les a l'estranger. Bastian va afirmar que va comprar els drets per vendre les sabates fora de la Xina, mentre que Shuang Qian Group, que té els drets de Feiyue a la Xina, nega els fets. L'empresa xinesa va presentar un cas en un tribunal francés contra l'empresa de Bastian, però va perdre la demanda i els drets internacionals de la marca.

## Història

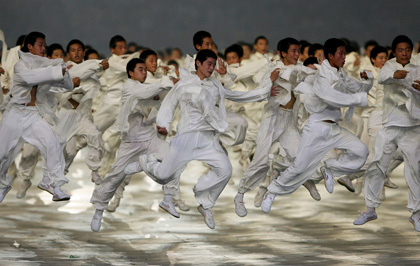
Practicants d'arts marcials amb sabatilles Feiyue als Jocs Olímpics d'estiu de 2008.

Les arrels de Feiyue es remunten a la dècada del 1920, moment en què es fabricaven sabates de tela a Shanghai. L'any 1958, DaFu Rubber Company va dissenyar i produir una adaptació de la sabata Jiefang que seria coneguda com Feiyue, fent alhora una modificació de les sabates de tela utilitzades pels monjos shaolin.
Les sabatilles amb sola de goma van guanyar popularitat durant la dècada del 1930 per la seua robustesa, flexibilitat i comoditat, que es consideraven requisits essencials per a les arts marcials i diverses formes d'atletisme. Les sabates són un element bàsic per a la pràctica del wushu a la Xina, i les Feiyue les fan servir tant monjos shaolin com mestres de Kung Fu.
L'empresa fabricant realitzava tant les sabatilles de tela amb sola de goma conegudes com Jiefang, com, des del 1959, una versió modificada per a ús esportiu i civil, que serien les Feiyue. Un any després, el 1960, van rebre un premi a Shanghai per l'excel·lència del seu disseny.
El 1963, comercialitzant baix el nom Feiyue i amb la marca de la doble fletxa, l'empresa es va convertir en la sabatilla més venuda a la Xina amb una producció de 1.616.000 parells. A la dècada del 1980, Feiyue venia uns 4 milions de parells anuals. Amb l'obertura de la Xina i els canvis culturals i econòmics associats, la sabatilla esportiva va començar a perdre protagonisme a la Xina i, a finals dels anys noranta, la marca va començar a vendre's a granel a causa de la baixa demanda dels minoristes. Antigament una marca molt apreciada, per aquelles dates era vista com una marca per a la gent gran i els practicants d'arts marcials, que l'apreciaven com una sabatilla barata i duradora. El 2003, Shanghai Shenglong va rellançar la producció de sabates.
L'any 2005, Patrice Bastian, un empresari i gestor de màrqueting i esdeveniments que vivia a Shanghai, es va reunir amb un grup d'artistes per canviar el nom de la marca. L'objectiu era que Feiyue semblara i sonara millor. Nicolas Seguy i Clement Fauth formaven l'equip que va redissenyar Feiyue per als consumidors moderns d'Occident. El febrer de 2006, van llançar la primera col·lecció de sabates Feiyue de disseny francés. El 2014, BBC International, una empresa de calçat amb seu a Boca Raton, Florida, va adquirir l'empresa francesa de sabates Feiyue.
Pel que fa a la Xina, des de finals de la dècada del 2000 la marca ha tingut un revival, sent una marca valorada com una alternativa a les multinacionals americanes, juntament amb altres fabricants tradicionals de roba xinesos com Meihua.

## Conflicte de drets de propietat intel·lectual

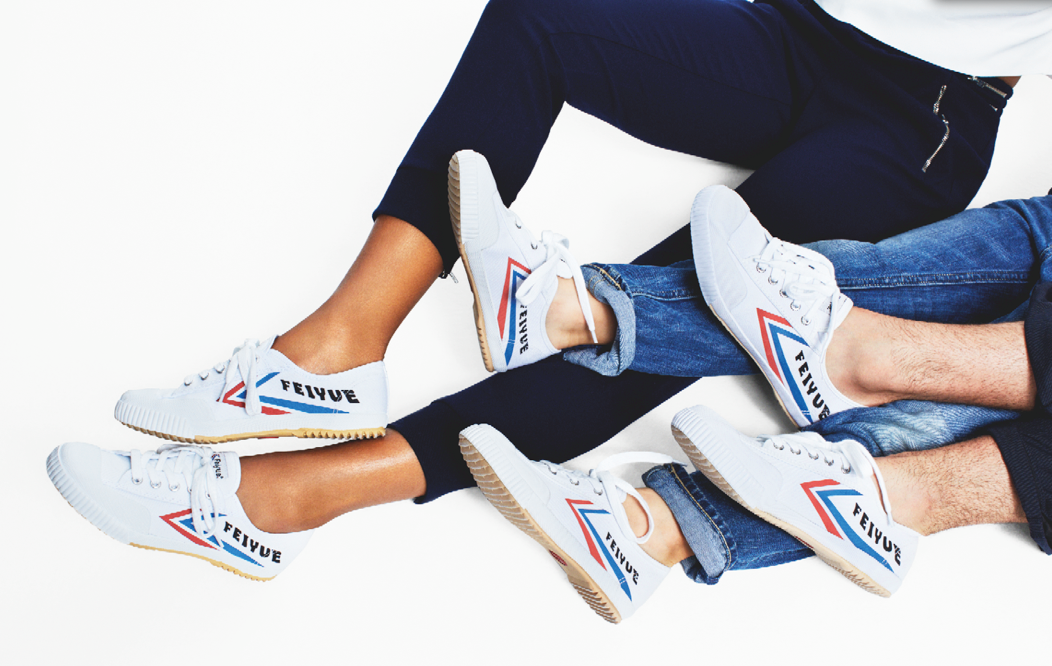
Sabatilles Feiyue americanes.

Hi ha una disputa sobre la marca registrada i els drets de propietat intel·lectual de Feiyue entre l'empresa dels Estats Units, Feiyue International, LLC, i Shanghai Da Fu Rubber Co, l'empresa que va fabricar originalment la sabata. Liu Qinglong, gerent de Shanghai Da Fu Rubber Co Ltd, va dir sobre la situació el 2017: "Ningú a la Xina sabia sobre els drets de propietat intel·lectual dels productes bàsics en aquell moment i no va ser fins al 2007-08 que vam saber que els francesos s'havien registrat la marca”. Segons el Young Post: "Liu afirma que l'empresa francesa es va aprofitar dels xinesos en un moment en què la Xina encara lluitava amb el capitalisme i passava que totes les fàbriques eren actius de propietat estatal per transferir alguns drets a empreses individuals".
Patrice Bastian, antic cofundador i director creatiu de Feiyue International, LLC, va qualificar la Feiyue xinesa de "falsificació", afirmant que "[Les] Feiyue dels EUA són les originals perquè tenim el registre de la marca". També comenta: "En realitat és una qüestió legal i hi ha moltes coses que no podem controlar".
Segons Bastian, mentre vivia a Àsia el 2005, es va enamorar de les sabates blanques vulcanitzades de Feiyue. Un col·leccionista de sabatilles esportives, Bastien va viatjar a la fàbrica per comprar el seu subministrament per a tota la vida i va acabar fent una oferta per comprar la marca (amb els socis Nicolas Seguy i Clement Fauth), finançant la compra venent la seua col·lecció de sabatilles esportives. No obstant això, Da Fu sosté que Bastien va fer la compra a un fabricant i no a ells, l'empresa original, que no havien sentit a parlar del Bastian fins al 2007. El 2017, Bastian afirma que no sabia exactament qui era el propietari de la fàbrica a la qual va comprar la marca.
Da Fu conserva els drets de marca registrada de Feiyue a la Xina, però l'empresa americana té els drets a gran part del món. Da Fu va portar Feiyue International, LLC als tribunals pels drets a França, però va perdre la demanda. Com a tal, Feiyue, amb seu als Estats Units, conserva els drets sobre les marques comercials, noms comercials, i d'altres drets de marca.